# Lex Publilia Laetoria
Publilia Laetoria va ser una antiga llei romana proposada pels tribuns de la plebs Voleró Publili i Gai Letori l'any 471 aC, quan eren cònsols Api Claudi i Titus Quinti. Ordenava que les magistratures elegides fins llavors al comicis curiats ho serien en endavant als comicis tribunats. Aquesta llei també s'anomenava lex Voleronia, per la intervenció del tribú Voleró.